# Madagascarophis meridionalis
Madagascarophis meridionalis är en ormart som beskrevs av Domergue 1987. Madagascarophis meridionalis ingår i släktet Madagascarophis och familjen snokar. IUCN kategoriserar arten globalt som livskraftig.
Artens utbredningsområde är Madagaskar. Den förekommer främst i öns sydvästra del och några populationer hittas på öns centrala högland. Madagascarophis meridionalis vistas i torra områden. Den jagar små ryggradsdjur som grodor, fåglar och ödlor.
Inga underarter finns listade i Catalogue of Life.